# Rubus lanyuensis
Rubus lanyuensis là loài thực vật có hoa trong họ Hoa hồng. Loài này được Chang miêu tả khoa học đầu tiên năm 1977.